# Антипенко Олександр Іванович
Олекса́ндр Іва́нович Анти́пенко (нар. 25 серпня 1938, Київ, Українська РСР) — радянський, український та російський кінооператор. Член НСКінУ (1968). Заслужений діяч мистецтв РРФСР (1988). Кавалер ордена Пошани (1988).

## Життєпис
Був фотографом при зйомках фільму Сергія Параджанова «Квітка на камені».
1966 року закінчив ВДІК, операторський факультет, майстерня Б. Волчека. Як дипломну роботу знімав один з перших варіантів «Київських фресок», але картину «закрили», він на цьому матеріалі змонтував короткометражний фільм. Дипломну роботу захищав на фільмі «Сьогодні — кожен день» (1966) Володимира Савельєва.
З 1966 року працював на Київській кіностудії ім. О. Довженка.
Також працював на кіностудіях «Грузія-фільм», «Ленфільм», «Узбекфільм».
Автор документального фільму «Сім хвилин з кінооператором Урусевським» (1969, сценарист, режисер, оператор).
З 1972 року працює оператором Кіностудії ім. М. Горького, на якій зняв 20 сюжетів для кіножурналу «Єралаш».
З 1978 року читає курс лекцій з «Операторської майстерності» на Вищих курсах сценаристів та режисерів.
На російському телебаченні зняв два фільми — «Вбити по-російськи» з циклу «Кримінальна Росія» — з Володимиром Панжевим та Андрієм Карпенком.
Протягом 1997—1998 років працював на авторській телепрограмі Петра Шепотинника «Кінескоп».
Зняв 20 сюжетів кіножурналу «Єралаш»

## Нагороди
- 1957 — почесний диплом за фоторекламу до фільму «Прапори на баштах», Міжнародний кінофестиваль в Карлових Варах,
- 1976 — диплом за вирішення кольорів у фільмі «Прошу слова», Міжнародний кінофестиваль у Барселоні,
- 1993 — диплом за операторську майстерність — фільм «Жінка з квітами та шампанським», Міжнародний кінофестиваль в Бітолі,
- 1997 — Кінопремія «Ніка», за найкращу операторську роботу — фільм «Маленька принцеса», режисер Володимир Грамматиков.

## Фільмографія
Оператор-постановник:
- 1966 — «Київські фрески» (реж. С. Параджанов)
- 1967 — «Благання» (у співавт.; реж. Т. Абуладзе)
- 1969 — «Музиканти» (к/м, у співавт.; реж. М. Кобахідзе)
- 1969 — «Сім хвилин з кінооператором Урусевським» (док. фільм, сценарист, режисер, оператор)
- 1971 — «Жива вода» (реж. Г. Кохан, Кіностудія ім. О. Довженка)
- 1973 — «Шанувальник» (реж. А. Хачатуров, А. Хамраєв)
- 1973 — «Ефект Ромашкіна» (реж. Р. Балаян, Кіностудія ім. О. Довженка)
- 1975 — «Прошу слова» (реж. Г. Панфілов)
- 1977 — «Аленька квіточка» (реж. І. Поволоцька)
- 1980 — «Срібні озера» (реж. Б. Бунєєв)
- 1982 — «Зірка і смерть Хоакіна Мур'єти» (реж. В. Грамматиков)
- 1984 — «Віра, надія, любов» (реж. В. Грамматиков)
- 1987 — «Будинок з привидами» (реж. Ю. Гальперін)
- 1987 — «Міо, мій Міо» (реж. В. Грамматиков)
- 1989 — «Східна шахрайка» (реж. Меліс Абзалов)
- 1989 — «Кому на Русі жити...» (реж. М. Вєдишев)
- 1990 — «Сестрички Ліберті» (реж. В. Грамматиков)
- 1991 — «Люк» (реж. Анджей Чарнецький, Кшиштоф Зануссі, СРСР—Польща)
- 1991 — «Казка про купецьку дочку і таємничу квітку» (реж. В. Грамматиков)
- 1992 — «Жінка з квітами та шампанським» (реж. М. Мельниченко)
- 1995 — «Осінні спокуси» (реж. В. Грамматиков)
- 1997 — «Маленька принцеса» (реж. В. Грамматиков)
- 1998 — «Гра в браслетах» (реж. М. Хубов)
- 1998 — «Привіт від Чарлі-трубача» (реж. В. Грамматиков)
- 2000 — «Агент в міні-спідниці» (реж. А. Ейрамджан)
- 2001 — «Чудеса, та й годі, або Щука по-московськи» (реж. Б. Бланк)
- 2003 — «Радості і печалі маленького лорда» (реж. І. Попов)
- 2003 — «Сибірочка» (т/с, реж. В. Грамматиков)

1999 року знявся в фільмі «Я досвідчений в коханні та чистому мистецтві».